# Флаг Новоуманского сельского поселения
Флаг муниципального образования Новоуманское сельское поселение Ленинградского района Краснодарского края Российской Федерации — опознавательно-правовой знак, служащий официальным символом муниципального образования.
Флаг утверждён 11 ноября 2011 года решением Совета Новоуманского сельского поселения № 42 и 21 декабря 2011 года внесён в Государственный геральдический регистр Российской Федерации с присвоением регистрационного номера 7362.
Флаг Новоуманского сельского поселения отражает исторические, культурные, социально-экономические, национальные и иные местные традиции.

## Описание
«Прямоугольное двухстороннее полотнище зелёного цвета с отношением ширины к длине 2:3. В центре полотнища жёлтая вертикальная полоса с голубым низом шириной 1/3 ширины полотнища, отношение высот жёлтого к голубому — 17:3. Из голубой части полотнища бьёт таковой же фонтан, над ним трилистный малинового цвета крест с сиянием, по сторонам жёлто-голубой полосы — по жёлтому снопу (все фигуры из герба Новоуманского сельского поселения)».

## Обоснование символики
Новоуманское сельское поселение расположено в западной части Ленинградского района. Это традиционная по укладу жизни территория Краснодарского края. Благоприятный климат и плодородные почвы стали основой для успешного развития сельского хозяйства. Агропромышленные предприятия муниципального образования занимают первые места в Краснодарском крае по выращиванию озимых злаковых.
Флаг Новоуманского сельского поселения языком символов раскрывает географические, экономические и духовные особенности поселения.
Золотые снопы на фоне зелени — аллегория зелёных бескрайних нив и спелых хлебов, символизируют сельскохозяйственную направленность экономики сельского поселения.
Крест — символ расположенного на территории поселения единственного православного храма Кубани, освящённого в честь праздника Явления Креста Господня — Крестоявленского храма. Сияющий крест — образ животворящего креста, дарующего силу и жизнь.
Фонтан, бьющий из лазоревой части полотнища, символизирует расположенное на территории Новоуманского сельского поселения огромное подземное озеро, из которого снабжаются водой ряд населённых пунктов Ленинградского, Староминского и Кущёвского районов, а также город Ейск.
Зелёный цвет символизирует весну, здоровье, природу, молодость и надежду.
Жёлтый цвет (золото) — символ высшей ценности, величия, богатства, урожая.
Голубой цвет (лазурь) — символ возвышенных устремлений, искренности, преданности, возрождения.
Малиновый цвет (пурпур) — символ власти, славы, почёта, благородства происхождения, древности.